# 最小频移键控

连续相位调制中相位变化的示意图，MSK的相位沿圆圈的轨迹变化，即代表其恒定包络的特性。

在数字调制中，最小频移键控（Minimum-Shift Keying，缩写：MSK）是一种连续相位调制的频移键控方式，在1950年代末和1960年代产生。  与偏移四相相移键控（OQPSK）类似，MSK同样将正交路基带信号相对于同相路基带信号延时符号间隔的一半，从而消除了已调信号中180°相位突变的现象。与OQPSK不同的是， MSK采用正弦型脉冲代替了OQPSK基带信号的矩形波形，因此得到恒定包络的调制信号，这有助于减少非线性失真带来的解调问题。

## 数学表达
MSK的调制信号可以表达为：{\displaystyle s(t)=a_{I}(t)\cos {\left({\frac {{\pi }t}{2T}}\right)}\cos {(2{\pi }f_{c}t)}-a_{Q}(t)\sin {\left({\frac {{\pi }t}{2T}}\right)}\sin {\left(2{\pi }f_{c}t\right)}}
{\displaystyle a_{I}(t)} 和 {\displaystyle a_{Q}(t)} 代表周期为 2T 的奇偶位信息序列所产生的矩形波形。运用三角变换，此表达可以转换成频率和相位调制更明显的形式。
{\displaystyle s(t)=\cos[2\pi f_{c}t+b_{k}(t){\frac {\pi t}{2T}}+\phi _{k}]}
若 {\displaystyle a_{I}(t)=a_{Q}(t)}相同，bk(t) 为 +1，反之则为 -1。若{\displaystyle a_{I}(t)} 为 1， {\displaystyle \phi _{k}} 则为零，反之则为 {\displaystyle \pi }。由此可见，信号是经频率及相位调制的， 而且相位作连续线性变化。 